# Riethrather Mühle

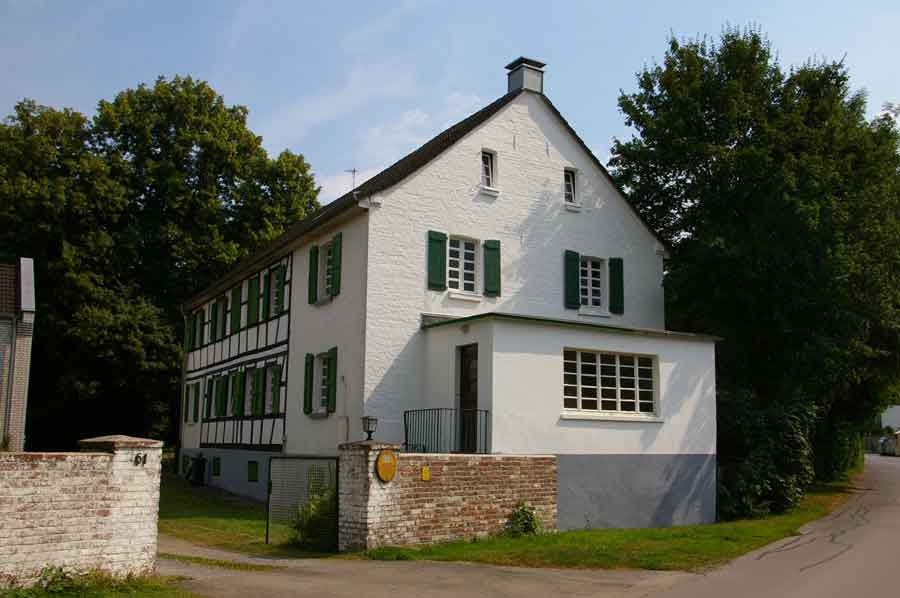
Riethrather Mühle in Richrath

Die Riethrather Mühle in Langenfeld-Richrath ist eine im Jahre 1990 als Baudenkmal ausgezeichnete, ehemalige Wassermühle am Riethrather Bach.

## Geschichtliches zu Riethrath
Mutmaßlich gehört auch Riethrath zu den Ortsgründungen der so genannten rückläufigen fränkischen Landnahme ab dem 6. und 7. Jahrhundert.
Der Riethrather Hof und damit die Ortslage Riethrath wird erstmals 1302 in einer Urkunde erwähnt. Damals fiel der Riethrather Hof zur Hälfte und 1336 ganz an das Kloster Gräfrath, das ihn fortan verpachtete. 1513 pachteten die Eheleute Engel[bert] und Gertrud von Rietrath für sich und ihre Kinder den „Rietrather Hof und ein Kotten ebenda“. Wann der Hof um eine Mahlmühle erweitert wurde, ist nicht dokumentiert.

## Die Lage der Mühle
Der Viehbach/Rietrather Bach fließt in der Hauptrichtung von Solingen im Osten bis Schloss Garath im Westen. Auf Langenfelder Gebiet wurden vier Wassermühlen betrieben, einige Jahrzehnte lang auch gleichzeitig. Am oberen Bachlauf, Viehbach genannt, an der heutigen Stadtgrenze Solingen/Langenfeld, liegt die Krüdersheider Ölmühle; es folgt die Schwanenmühle, die als erste schriftlich 1341 belegt ist. Bachabwärts liegen die Götscher- und die Riethrather Mühle am selben Gewässer, nun Riethrather Bach genannt. Alle vier Mühlengebäude dienen heute nur noch zu Wohnzwecken.
Die „Rietermühl“ ist in der Karte „Das Ambt Monheim“ von Erich Philipp Ploennies aus dem Jahr 1715 am jetzigen Standort als Hof und Mühle eingezeichnet. Dazumal lagen beide auf der rechten Bachseite. Der Bachverlauf blieb unverändert, erst nach Einstellung des Mühlenbetriebs wurde der Bach umgeleitet und der Mühlenteich verschwand.

## Die Mühle im 19. und 20. Jahrhundert
Bis zur Säkularisation 1803 blieb der Hof im Besitz des Klosters Gräfrath. 1820 erwarb Jakob Michael Kreiskötter aus Hilden den Riethrather Hof nebst Mühle mit 214 preußischen Morgen Land. 1832 veranlasste Landrat Hauer aus Opladen eine Überprüfung, ob die Riethrather Mühle in Betrieb ist und ob sie steuerlich neu veranlagt werden muss. 1836 heißt es: „Die Riethrather Mühle ist schon lange als verfallen außer Steuer-Anschlag.“ Offenbar ließ Jacob Michael Kreiskötter sie 1837 wiederherstellen und dabei die acht Maueranker mit seinen Initialen und der Jahreszahl (J M K K 1 8 3 7) einsetzen, die – heute halb verdeckt – auf der Südseite zu sehen sind. 1843 wird jedenfalls aktenmäßig vermerkt, dass die unterschlägige Mahlmühle erneuert ist. 1844 wurden für „zwey Mahlgänge und ein Graupengang“ 6 Taler jährlich an Steuer erhoben. 1850 wird notiert: 1 oberschlägiges Wasserrad, Mahlgänge: 1 Weizen, 1 Korn, 1 Gerste.
1857 wurden Hof und Mühle an den Müller und Bäcker Friedrich Wilhelm Klophaus verkauft, der das Anwesen zu einem dreiflügeligen Hof erweiterte. 1870 betrieb der Pächter Friedrich Dorp die Riethrather Mühle, der für die Jahre von 1872 bis 1874 als Müller in der Götscher Mühle bezeugt ist.
Der Hof wurde bis 1930 bewirtschaftet. 1957 wurde die Riethrather Mühlenanlage abgebaut.